# La Hoz de la Vieja
La Hoz de la Vieja (aragónul La Foz de la Viella) település Spanyolországban, Teruel tartományban. La Hoz de la Vieja Obón, Montalbán, Vivel del Río Martín, Segura de los Baños, Maicas, Cortes de Aragón és Josa községekkel határos. Lakosainak száma 87 fő (2024).

## Népesség
A település népessége az utóbbi években az alábbiak szerint változott:
| Lakosok száma | 120  | 108  | 96   | 96   | 79   | 81   | 86   | 83   | 83   | 87   |
|               | 2001 | 2004 | 2007 | 2009 | 2012 | 2014 | 2017 | 2019 | 2022 | 2024 |